# 月球勘测轨道飞行器
月球勘测轨道飞行器（英語：Lunar Reconnaissance Orbiter，縮寫：LRO）是美国一个发射至月球轨道的无人宇宙飞船。该飞行器原本计划于2008年10月发射，但为了让曾发生氢燃料漏泄的奋进号航天飞机成功发射，月球勘测轨道飞行器的发射计划遭到了推迟。这个属于月球先锋机器人计划（Lunar Precursor Robotic Program）的无人驾驶飞行器于2009年6月18日在佛罗里达州卡纳维拉尔角空军基地发射升空。这是10年来美国首个目标为月球的航天任务。月球勘测轨道飞行器的首要任务是完成美国的外层空间探索计划。为了成功的达到“计划”的目标，包括人类再次登月，该飞行器将会勘测月球的资源并决定可能的登陆地点。它将沿着绕月轨道运行，这有助于绘制月球表面的三维地图。
搭载了月球勘测轨道飞行器的擎天神五号运载火箭还携带了月球坑观测和遥感卫星（LCROSS），它的任务是在月球表面实施两次撞击，探测月球表面的深坑以及在地表之下寻找月球水冰存在的线索。月球坑观测和遥感卫星和月球勘测轨道飞行器是美国国家航空航天局外层空间探索计划重返月球的先锋。

## 任务

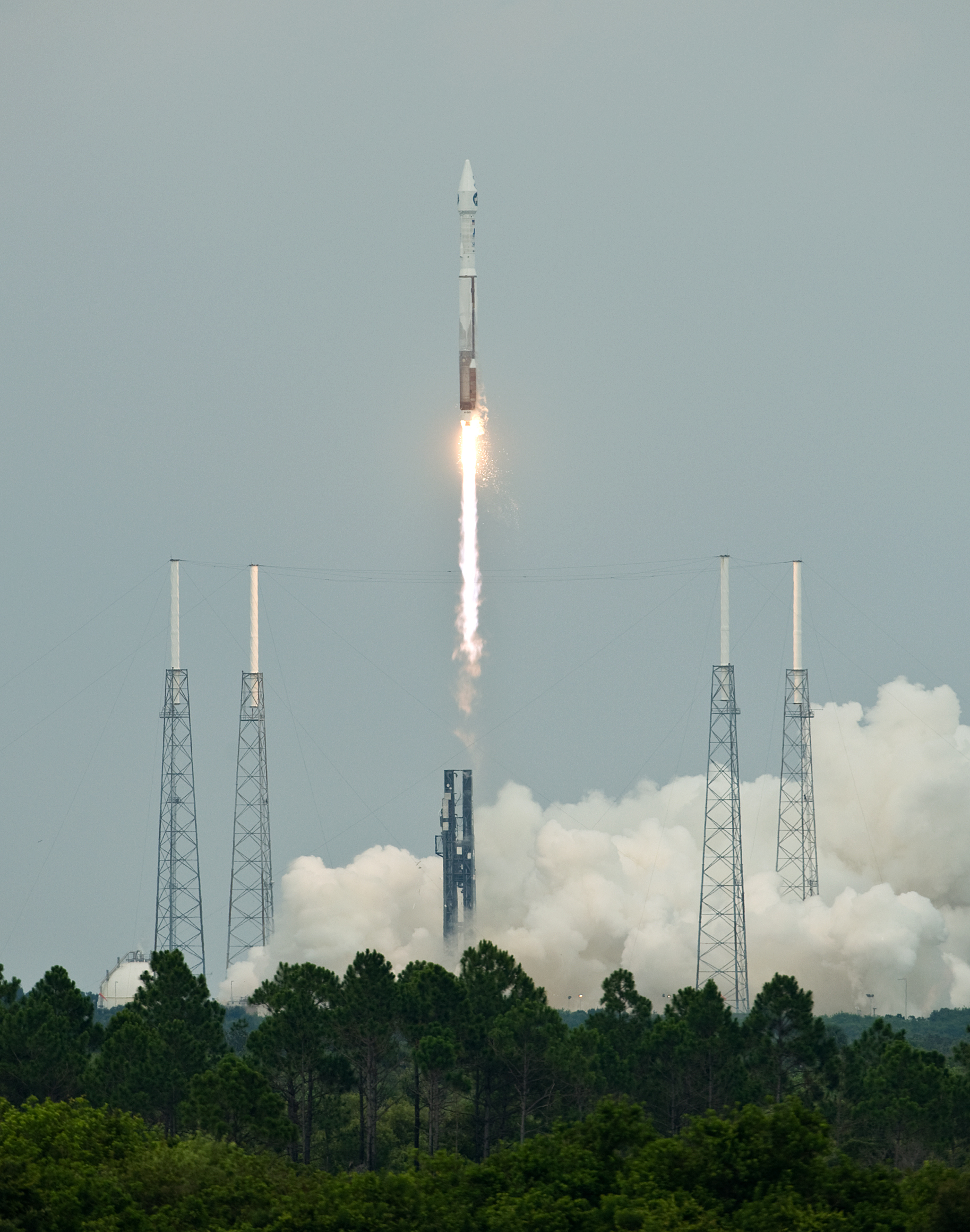
刚升空的擎天神五号运载火箭。

美国国家航空航天局的戈达德太空飞行中心原本计划将月球勘测轨道飞行器设计成一个在极轨道运行的大且精细的宇宙飞船，设计使用年限是一年。另外一个选择是将任务的时间延长（延长至五年），这样月球勘测轨道飞行器能够成为一个未来月表任务的通信中继器，例如登陆器或者月球车。
月球勘测轨道飞行器的初步设计检查于2006年3月完成，对遭到了批评的设计的重新改进也于同年11月完成。在2009年2月11日，月球勘测轨道飞行器从戈达德太空飞行中心运送至卡纳维拉尔角空军基地。
勘测的范围包括：
- 全月面地形测量。
- 在位于外太空的绕月轨道上通过游离辐射对地形进行测绘。
- 对月球极地，包括有可能沉积有月冰和一些常年不见阳光的地方进行测量。月球极地的温度约为-223oC（-370oF）也许能够保存月冰。[10]
- 高分辨率测绘（最大值0.5米），以帮助选择和描绘未来的登月点“识别月球上的地形起伏状况，而且斜坡对安全着陆也有关键性的影响，”美国国家航空航天局探测部门的首席月球科学家Mike Wargo说道。[11]

除此之外，它还将首次提供一些留在月球表面的阿波罗计划的设备。这个价值五亿八千三百万美元的航天计划包括了一个价值五亿零四百万美元，重约4200kg的月球勘测轨道飞行器和一个价值七千九百万美元的月球坑观测和遥感卫星。

## 搭载的仪器
这个飞行器一共搭载了6个仪器和一个技术演示：

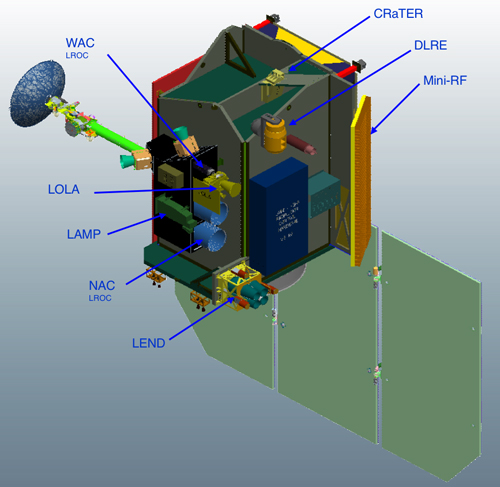
搭载的仪器

- CRaTER—测量辐射效应的宇宙射线望远镜，目标是将给出月球辐射环境的特征，确定其对生物可能产生的影响。[14]
- DLRE—月球辐射计实验，目标是对月面进行热绘测量，为未来的试验和探测提供资料。[15]
- LAMP—莱曼阿尔法测绘项目，目标是通过紫外线探测环形山中的永久阴影地区，并寻找水冰。[16]
- LEND—月球探索中子探测器，目标是测量月球，绘制地图，发现有可能含有水冰的地区。[17]
- LOLA—月球轨道飞行器激光测高仪，目标是提供整个月球的精确地形模型和地理上的测量。
- LROC—月球侦查轨道器照相机，目标是提供登陆地认证的测量要求和月极地区的光照情况。[18]月球侦查轨道器照相机包含一对窄角相机（NAC）和一个广角照相机（WAC）。月球侦查轨道器照相机将会数次飞跃具有历史意义的阿波罗登月点，通过高分辨率的照相机，月球车和登月舱降落台以及它们的阴影将会被看得十分清楚。这些照片估计将会提高公众对登月真实性的承认度，并摧毁阿波罗登月计划阴谋论。[19]
- Mini-RF—微型射频技术显示器雷达，目标是展示新的轻型合成孔径雷达以及通信技术，并找出有可能含有水冰的地方。[20]

月球勘测轨道飞行器的高分辨率映像将会显示出一些大型的留在月球上的人造物体并将会大概带回70–100 TB的映像资料。月球勘测轨道飞行器将会在所有留在月球上的人造物体之上50km远的地方飞跃它们。人们希望能在人类登月40周年之际拍到阿波罗11号登月点的照片。

## 将名字送去月球

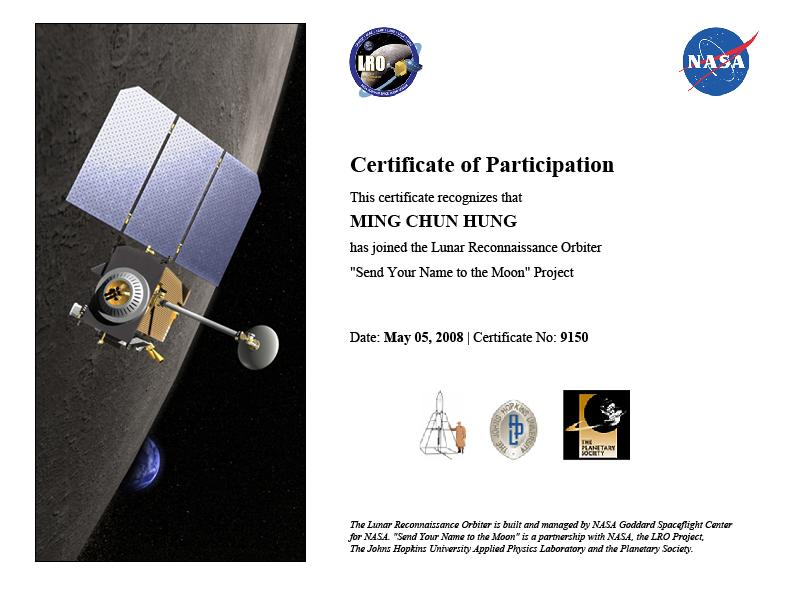
某维基人参与“把名字发送到月球上”活动的证明

在月球勘测轨道飞行器发射之前，美国国家航空航天局向公众提供了将他们的名字储存于月球勘测轨道飞行器上的一个微芯片的机会。这个收集计划的截止日期是2008年7月31日。总共收集了大约160万个名字。